# Dimas González Gowland
Dimas González Gowland (Buenos Aires, 21 de febrero de 1887-1944) fue un abogado, magistrado, profesor y político argentino. Entre diversos cargos, fue gobernador de facto de la provincia de Santiago del Estero entre 1930 y 1931, y comisionado nacional de la provincia de Buenos Aires entre 1941 y 1942.

## Biografía
Nació en Buenos Aires en 1887, hijo de Dimas González y Victoria Gowland.
En 1912 se recibió de abogado en la Facultad de Derecho y Ciencias Sociales de la Universidad de Buenos Aires (UBA). En la misma, fue profesor y decano entre 1940 y 1944. También fue profesor en la Facultad de Ciencias Económicas de la UBA, en la Universidad Católica Argentina y en la Universidad Nacional de La Plata. Desde 1938, fue miembro de la Academia Nacional de Derecho y Ciencias Sociales de Buenos Aires. También representó al gobierno argentino en conferencias internacionales de Derecho.
Comenzó su carrera judicial en 1910, como secretario de juzgado hasta 1922. Desde ese año fue juez en lo comercial, y entre 1927 y 1929 integró la cámara de apelaciones en lo comercial. En 1918, fue brevemente ministro de Hacienda de la provincia de Salta. Tras el golpe de Estado de septiembre de 1930, fue designado gobernador de la provincia de Santiago del Estero por el presidente de facto José Félix Uriburu. En 1938, fue asesor letrado de la Municipalidad de la Ciudad de Buenos Aires y representante en la Corporación de Transportes de la Ciudad de Buenos Aires. En 1941, fue designado comisionado nacional de la provincia de Buenos Aires por el presidente Ramón S. Castillo.
En el sector privado, fue vicepresidente de la Aeroposta Argentina S.A. e integrante del directorio de la Compañía de Seguros La Anglo Argentina.
Falleció en 1944.